# Eupithecia uliata
Eupithecia uliata là một loài bướm đêm trong họ Geometridae.